# Боден, Жан
Жан Боде́н (фр. Jean Bodin; 1529 или 1530, Анже — 1596, Лан) — французский политик, философ

, экономист, юрист, член парламента Парижа и профессор права в Тулузе.

## Биография
Жан Боден родился в семье мастера портновского цеха города Анже. В раннем возрасте его отдали в местный орден кармелитов для получения образования. Затем он занимается изучением гражданского права в Академии Тулузы — одного из крупнейших университетских центров во Франции XVI века. После окончания Академии философ некоторое время преподаёт в ней.
Так и не получив профессорского звания, в 1561 году Боден едет в Париж, чтобы заниматься там адвокатской практикой. Вскоре после своего прибытия в столицу, он сближается с кружком, который позже стал ядром группы, стоящей в оппозиции к обеим главным партиям гражданской войны. Эта группа, известная под названием «политики», отстаивала веротерпимость и сильную королевскую власть.
Известность приходит к Бодену в 1566 году, после публикации «Methodus ad facilem historiarum cognitionem» («Метод лёгкого изучения истории» — М., 2000). В «Методе…» философ не только излагает свои размышления над историей развития человечества, но также формулирует первый вариант своего учения о государстве и государственной власти, развитый затем, через десять лет, в «Шести книгах о государстве». По его мнению, государство (в этом Боден сходится с Макиавелли) являет собой вершину экономического, социального и культурного исторического развития цивилизации.
Как и большинство сторонников партии «политиков», Жан Боден был близок двору наследника французского престола герцога Франсуа Анжуйского, но после его смерти стал склоняться к поддержке Католической Лиги.
В мае 1587 года к Бодену по наследству от тестя переходит пост генерального прокурора Лана. А ещё через некоторое время сын портного становится мэром Лана, причём на этом посту он продержался два срока подряд, хотя ничем особенным не отличился. На посту прокурора он старался никогда не идти против своей совести и, например, отстоял жизнь человека, которого хотели казнить по политическим соображениям. Но зато по его собственным признаниям принимал участие в процессах над 200 женщинами по обвинению в колдовстве, многие из которых закончили жизнь на костре. По мнению Бодена, судья, препятствующий расследованию дел о колдовстве, сам заслуживал костра.
Умер в Лане в 1596 году от чумы.

## Политические идеи
Жан Боден в своих сочинениях всегда признавал за человеком право выбирать для себя религию (конечно, в рамках христианства — другое в эту эпоху было опасно; единственное сочинение, в котором Боден открыто выступает сторонником деизма или рациональной религии — «Семичастный разговор о секретах высших истин» — было опубликовано только в 1858 году, то есть почти через 300 лет после написания). В результате, он чуть было не стал жертвой Варфоломеевской ночи 1572 года. Он пытался разработать концепцию естественной религии.

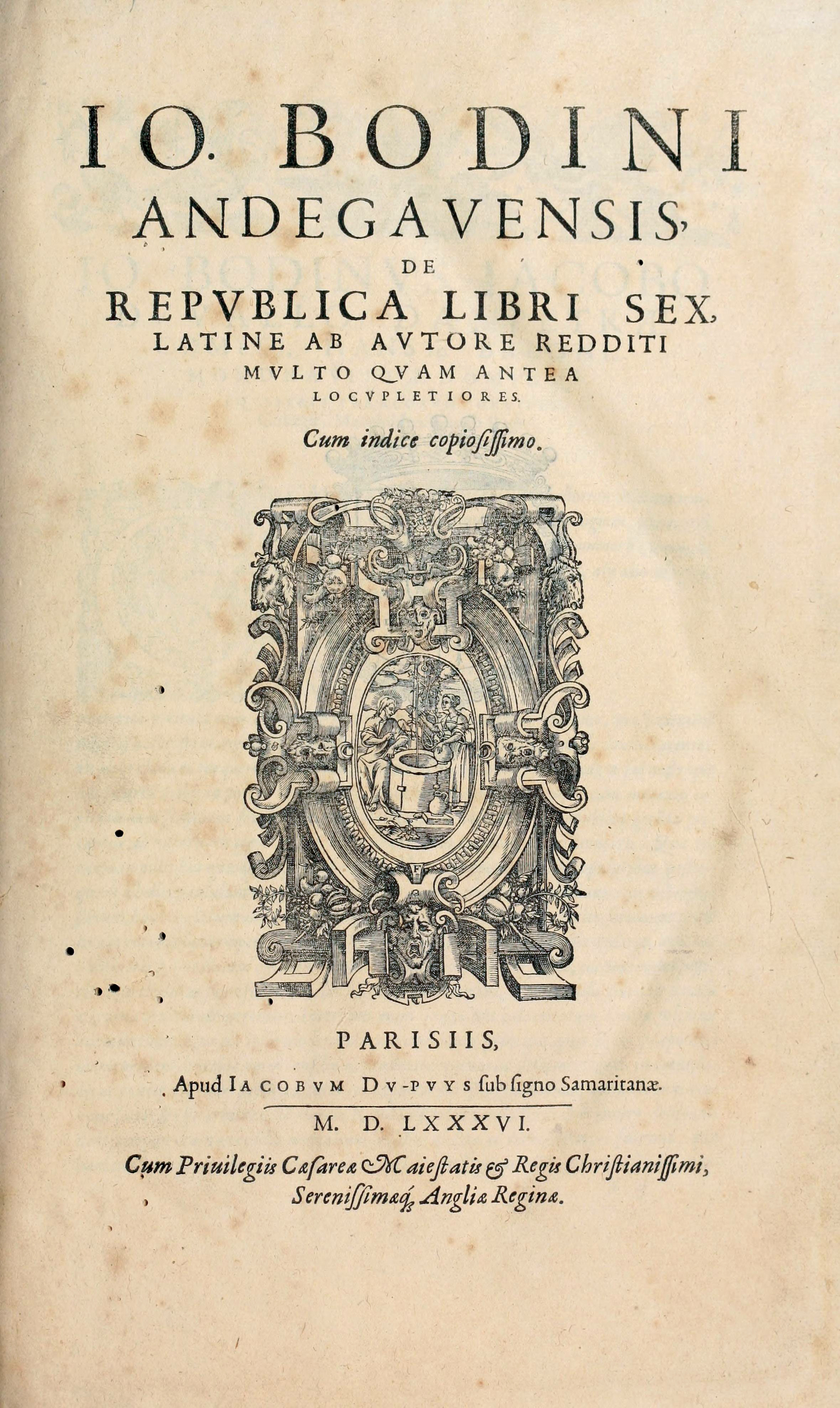
«Шесть книг о государстве» (титул издания 1586 года)

Веротерпимость философа проявлялась также и в его усилиях по примирению враждовавших между собой религиозных группировок на Генеральных штатах в Блуа, где он выступал в качестве депутата от третьего сословия провинции Вермандуа. Эти идеи мы обнаруживаем и в главном политико-философском произведении Бодена — «Les six livres de la Republique» («Шесть книг о государстве»), вышедшем в свет в 1576 году, которое впоследствии (в 1586 году) он сам перевёл на латынь под названием «De Republica libri six».
По Бодену, государство есть осуществляемое верховной властью по праву управление множеством домохозяйств и их общим достоянием.
Суверенная власть государства — это всегда постоянная власть, которая отличается от временной власти; это всегда абсолютная власть — власть, не ограниченная никакими условиями, носитель же этой власти может её передать другому лицу как собственник; это власть единая, то есть неделимая — она не может принадлежать одновременно монарху, аристократии и народу, её нельзя разделить на трети.
Боден — противник теории смешанной формы государства, которой в разное время придерживались Полибий, Цицерон, Мор, Макиавелли.
Он выделяет три формы государства: демократия, аристократия и монархия (в зависимости от принадлежности власти тому или иному суверену).
Демократию Боден оценивает отрицательно, ибо «народ — это зверь многоголовый и лишённый рассудка, он с трудом делает что-либо хорошее. Доверять ему решение политических дел — это всё равно, что спрашивать совета у безумного». Недостаток аристократии — неустойчивость, которая обусловлена коллегиальным способом принятия решений. Общим недостатком демократии и аристократии является то, что «в демократическом или аристократическом государстве голоса подсчитываются, но не взвешиваются на весах добродетели».
Лучшая форма правления для преодоления политического и религиозного кризиса — монархия, поскольку она прямо отвечает природе суверенной власти, её единству и неделимости. Боден — сторонник наследственной, а не выборной монархии, потому что выборная монархия предполагает междуцарствие, а государство в это время «подобно кораблю без капитана, мечется по волнам мятежей, и часто тонет».
Для абсолютной власти должны быть три ограничения: суверен в своей деятельности связан законами Бога, законами естественными и законами человеческими, общими для всех народов. Типы законов: законы, установленные Богом; законы, установленные природой; законы, установленные суверенной властью; законы, установленные народами; законы, установленные общим соглашением, в котором берёт начало суверенная власть.
Боден выступал против общепринятой идеи Аристотеля о том, что целью государства является достижение счастья людей. Причину социальных конфликтов Боден вслед за Макиавелли видел в неравномерном распределении богатств, в борьбе партий и в религиозной нетерпимости. Поэтому он требовал установления свободы вероисповедания и проведения экономических реформ с целью укрепления частной собственности граждан — опоры государства.

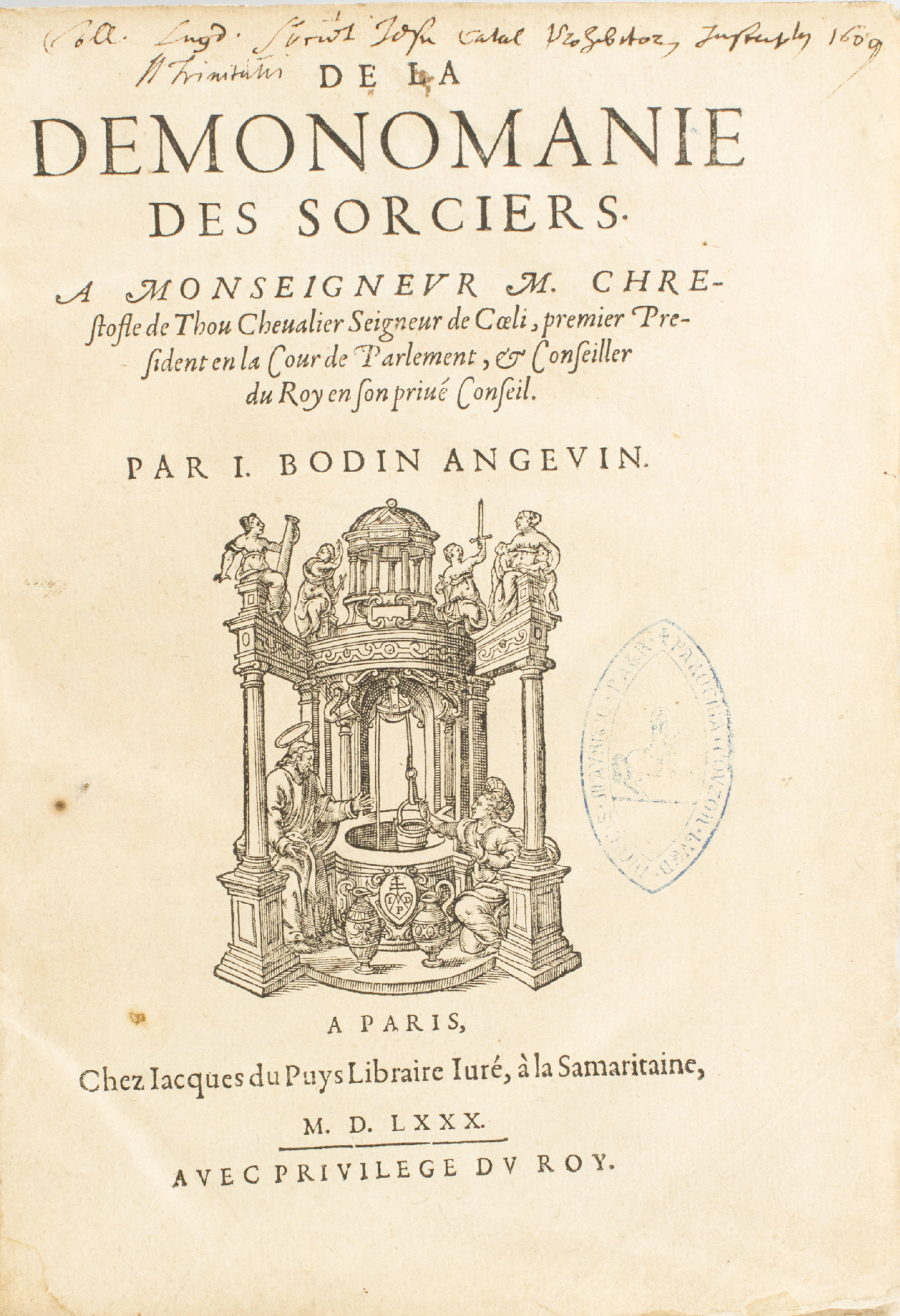
«Демономания колдунов» (1580)

В работах Бодена нашлось место всему, что волновало Францию XVI века, и он осмелился заглянуть в духовный мир своих современников, написав об этом два смелых произведения. Первое — «Демономания колдунов» (1580) — отразило духовную атмосферу эпохи, когда человек жил в фантасмагории демонов и страхов. В этом трактате Боден раскрыл одну из главных черт, присущих переходной эпохе: слом старого мира и построение нового обостряет борьбу разных сил в обществе и внутри человека. Поэтому в такие периоды, считал он, человек должен быть особенно осторожен и внимателен к себе и окружающим, чтобы не попасть в ловушку искушения или прегрешения. В описании иерархической структуры колдовского сообщества, специализации его членов основывался на трактате Пьера Мамори «Бич колдунов».
Последнее творение Бодена — «Гептапломерес» («Семичастный разговор о секретах высших истин», или «Разговор семи участников») — самое смелое произведение мыслителя, призванное обосновать разумность веротерпимости. С этой целью Боден предпринял критику христианства и сравнил его с другими религиями. Отсюда и семь участников — представителей разных конфессий. В ходе спора Боден подвергает критике христианские догматы о божественной природе Христа, о непорочном зачатии, о Троице, показывая невозможность доказать истинность религии с помощью разума. Такая критика христианства нужна Бодену для того, чтобы предостеречь людей от споров по поводу веры, ибо им уготован один итог — безверие, которое хуже всего. Путь, предложенный Боденом, — гуманистическое свободомыслие, верность «всеобщей религии», терпимость.
Боден критически оценивал институт рабства, выступая за его постепенную отмену.

## Ж. Боден в художественной литературе
- Малле-Жорис Ф. Три времени ночи: Повести о колдовстве. (3-я повесть: Жанна, или бунт). — М., 1992.

## Произведения
Боден написал около 10 сочинений, многие из которых активно переиздавались в XVII веке.
- «Метод лёгкого познания истории» («Метод, облегчающий познание истории») (1566, на латыни). (Methodus ad facilem historiarum cognitionem, 1566). В 2000 году в серии «Памятники исторической мысли» (М., Изд-во «Наука») вышел русский перевод этой книги, сделанный М. С. Бобковой на основе 2-го издания (1572 г.).
- «Ответ на парадоксы г-на Мальтруа…» (1568). (Paradoxes de M. de Malestroit touchant le fait des monnaies et l’enrichissement de toutes choses) — работа по экономике, посвящённая проблеме инфляции, вызванной резким увеличением находящегося в обороте золота и серебра, привозимого из Нового Света, где Боден формулирует количественную теорию денег.
- «Шесть книг о государстве» (в 6-ти книгах, Париж, 1576). (Les six livres de la République ). В 1586 году автор сам переводит её на латинский язык в несколько изменённом виде.
- «Демономания колдунов» (1580, на французском). (La Démonomanie des Sorciers). В ней Боден доказывает реальность существования ведьм и законность их преследования, а также решает юридико-процессуальные проблемы расследования и рассмотрения этой категории судебных дел.
- «Heptaplomeres sine colloquium de rerum sublimum areanis abditis» (1581 г.) («Семичастный разговор о секретах высших истин», или «Беседа семерых о сокровенных тайнах возвышенных вещей») — эта книга представляет собой спор представителей мировых религий и натурфилософа о преимуществах каждой из них.
- «Почему я стал лигером»: памфлет, 1589 г. Выдержал 11 изданий Лиги. Позднее Боден утверждал, что памфлет являлся частным письмом, которое было опубликовано без его ведома.
- Amphithéâtre de la nature (1595).
- Universae naturae theatrum (1596) (по некоторым источникам, она опубликована в 1590 году) — («Всеобъемлющий театр природы») — работа по естественно-научным вопросам.

## Публикации на русском языке
- Боден, Жан. Метод легкого познания истории / перевод с латинского языка, статья, примечания М.С. Бобковой. — М.: Наука, 2000. — 412 с. — ISBN 5-02-008714-9.
- Боден, Жан. Метод легкого чтения историй. Т. I. Что есть исторический жанр / перевод с латинcкого языка, научные статьи и комментарии И.В. Кривушина, Е.С. Кривушиной. — М.: Изд. дом Высшей школы экономики, 2018. — 552 с. — ISBN 978-5-7598-1762-8.
- Боден, Жан. Метод легкого чтения историй. Т. II. Об устройстве государств / перевод с латинcкого языка, комментарии И.В. Кривушина, Е.С. Кривушиной. — М.: Изд. дом Высшей школы экономики, 2021. — 560 с. — ISBN 978-5-7598-1763-5.
- Боден, Жан. О демономании колдунов = La Démonomanie des Sorciers / перевод со ср.-фр. и лат. И. Сахарчука. — СПб.: Chaosss/Press, 2021. — 415 с. — ISBN 978-5-6045497-4-2.